# 프리스테이트피그미쥐
프리스테이트피그미쥐(Mus orangiae)는 쥐과 생쥐속에 속하는 설치류의 일종이다. 레소토와 남아프리카공화국에서 발견된다. 자연 서식지는 아열대 또는 열대 기후 지역의 고지대 초원과 농경지, 목초지이다.